# Nước mắt hoàng tử Rupert

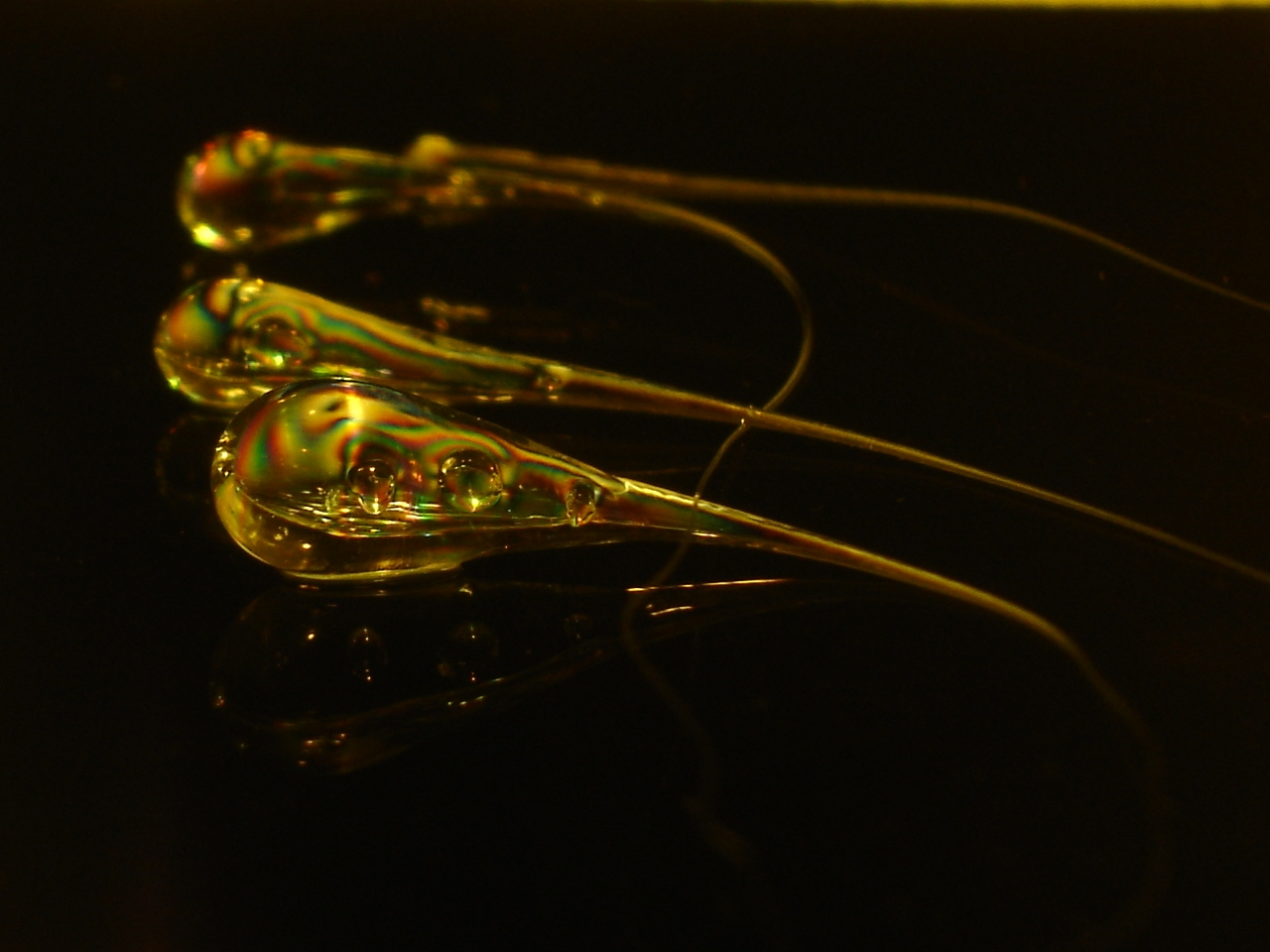
Những giọt nước mắt của hoàng tử Rupert

Giọt Rupert (hay có tên là giọt Hà Lan, giọt Batavia) là những hạt thủy tinh cường lực do con người tạo ra bằng phương pháp nhỏ từng giọt thủy tinh nóng chảy vào trong nước lạnh, gây nên hiện tượng thủy tinh bị hóa rắn tạo ra một giọt có hình nòng nọc, với đuôi dài và mảnh khảnh. Những giọt này có đặc trưng bên trong bởi các ứng suất dư rất cao, làm phát sinh các đặc điểm phản trực giác của con người. Chẳng hạn, chúng có khả năng chịu được một cú đập búa hoặc phát đạn bắn vào phía đầu mà không bị vỡ, đồng thời giọt sẽ bị vỡ ngay lập tức nếu phần đuôi bị hư hỏng nhẹ. Trong tự nhiên, ở môi trường dung nham núi lửa, các cấu trúc tương tự được tạo ra với những điều kiện nhất định và được gọi là những giọt nước mắt của Pele.
Mặc dù được ghi chép đã sản xuất ở Hà Lan trước đó vào thế kỷ 17 và nhiều thợ thủy tinh có thể đã biết đến lâu hơn, nhưng những giọt nước mắt này lại được đặt theo tên của hoàng tử Rupert của Rhine khi ông là người đã mang chúng đến Anh vào năm 1660. Những giọt nước mắt được Hội Hoàng gia Luân Đôn nghiên cứu với sự tò mò khoa học và việc làm sáng tỏ các nguyên lý về các đặc tính khác thường của chúng có lẽ đã dẫn đến sự phát triển của quy trình sản xuất kính cường lực, được cấp bằng sáng chế vào năm 1874. Nghiên cứu được thực hiện vào thế kỷ 20 và thế kỷ 21 đã làm sáng tỏ thêm lý do cho các đặc tính trái ngược nhau của các giọt nước mắt.